# Конрад I фон Вилдберг
Конрад I фон Вилдберг (на немски: Konrad I von Wildberg; на латински: „Cunradus...comes de Wildberg“; † ок. 6 декември 1272) от страничната линия Вилдберг на швабския род Хоенберг, е граф и господар на замък Вилдберг в Бавария.

## Произход и наследство
Той е единственият син на граф Марквард фон Вилдберг († сл. 1273) и съпругата му фон Хесберг, дъщеря на Конрад фон Хесберг. Внук е на Бертхолд фон Вилдберг († сл. 1187) и София фон Аухаузен, сестра на Рабодо фон Лобдебург, епископ на Шпайер (1173 – 1176). Роднина е на граф Манголд фон Вилдберг († 1277).
През 1304 г. синът му Конрад фон Вилдберг (†1305) продава Хилдбургхаузен на асканския граф Херман фон Бранденбург, и така чрез дъщерята му Юта фон Бранденбург, омъжена за граф Хайнрих VIII фон Хенеберг-Шлойзинген, градът Хилдбургхаузен попада на княз-графовете фон Хенеберг-Шлойзинген. По-късно замъкът Вилдберг и други собствености също попадат на Хенеберг-Шлойзинген.

## Фамилия
Първи брак: с жена с неизвестно име и има с нея четирима сина:
- Конрад фон Вилдберг († сл. 24 август 1305), последният „фон Вилдберг“ граф на Вилдберг, неженен
- Еберхард фон Вилдберг († сл. 1276)
- Манголд фон Вилдберг († сл. 1276?)
- Бертхолд фон Вилдберг († сл. 1297)

Втори брак: на 26 август 1271 г. в Родах с Маргарета фон Хенеберг († сл. 26 август 1271), сестра на Бертхолд I фон Хенеберг († 1312), епископ на Вюрцбург (1267 – 1274) и Майнц (1307 – 1312), дъщеря на граф Попо VII фон Хенеберг († 1245), бургграф на Вюрцбург, и втората му съпруга Юта Тюрингска († 1235), вдовица на маркграф Дитрих от Майсен († 1221), дъщеря на ландграф Херман I от Тюрингия († 1217) и София фон Зомершенбург от Австрия († 1189). Те нямат деца.